# Partito dell'Unione Democratica
Il Partito dell'Unione Democratica (curdo: Partiya Yekîtiya Demokrat, PYD; arabo: حزب الاتحلديمقراطي, Ḥizb Al-Ittiḥad Al-Dimuqraṭiy) è un partito politico curdo attivo nella Federazione del Nord della Siria.
Il PYD ha come paradigma nella sua azione politica il Confederalismo democratico teorizzato da Abdullah Öcalan e ispirato al municipalismo libertario.

## Storia
Fondato nel 2003 da attivisti curdi nella Siria settentrionale. È membro fondatore del Comitato nazionale di coordinazione delle forze di cambio democratico. Dal Carnegie Middle East Center è descritto come uno dei più importanti partiti di opposizione curda in Siria.
Il PYD ha svolto un ruolo centrale nella costituzione dell'autoproclamata regione autonoma del Rojava (Sistema Federale Democratico della Siria del Nord) nel 2012
di cui l'ordinamento di governo è basato sul confederalismo democratico, qui allo scoppio della Guerra civile siriana il PYD e il movimento rivoluzionario curdo hanno deciso di non schierarsi né con il governo di Bashar al-Assad né con i "ribelli siriani", praticando una "terza via" consistente nel liberare e difendere il proprio territorio per amministrarlo, insieme alle realtà della società civile non solo curda, in una sorta di "democrazia cantonale dal basso".